# Mẫu hình Người treo

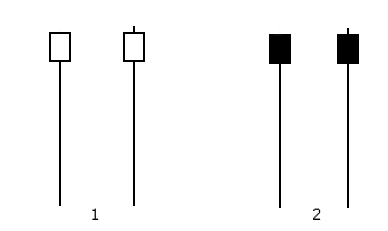
Formacja młota

Người treo là tên một loại mẫu hình đảo ngược đi xuống, tạo thành chỉ bởi một nến, được tìm thấy trong xu hướng lên trên các biểu đồ giá tài sản tài chính. Nó có một bấc thấp dài và một thân nến ngắn ở phía trên của hình nến với ít hoặc không có bấc trên. Để cho một nến là một Người treo hợp lệ hầu hết thương nhân nói rằng bấc thấp phải lớn hơn kích thước của phần thân nến hai lần, và thân nến phải ở cuối phía trên của phạm vi giao dịch.
Khi giá cao và giá mở là gần như nhau, một hình nến Người treo giảm được hình thành và nó được coi là một dấu hiệu giảm mạnh hơn khi giá cao và giá đóng giống nhau, tạo thành một Người treo tăng (Người treo tăng vẫn còn xu hướng giảm, nhưng ít hơn bởi vì phiên đóng cửa với gia tăng).